# شش‌بهره میانه
شش‌بهره میانه، روستایی از توابع بخش مرکزی شهرستان لردگان در استان چهارمحال و بختیاری ایران است. جمعیت این روستا را طایفهٔ نوروزی مصیر و تعداد خیلی ناچیز از اقوام مهاجر به این روستا تشکیل می‌دهد.

## جمعیت
این روستا در دهستان میلاس قرار دارد و براساس سرشماری مرکز آمار ایران در سال ۱۳۹۹، جمعیت آن۲۵۵۰ نفر (۴۴۳ خانوار) بوده است.

## جغرافیا
در جهت شمال شرقی این روستا تپه تاریخی قلعه گِلی قرار دارد که آثاری از تمدن ایلامی‌ها در آن کشف شده است. در سمت جنوب روستای ششبهره میانه تپه‌ای قرار دارد که در گویش محلی به آن تِل می‌گویند. این تپه میان دو روستای برآفتاب میلاس و شش بهره میانه واقع شده است.

## معیشت مردم
مردم این روستای اکثراً از طریق کشاورزی و بخشی دیگر از طریق کار در بخش خدمات معیشت خود را کسب می‌کنند.